# Obrecht-Pyramide
Die Obrecht-Pyramide ist ein pyramidenförmiger und rund 600 m hoher Berg an der Bowman-Küste des Grahamlands auf der Antarktischen Halbinsel. Auf der Joerg-Halbinsel ragt er am Südufer des Trail Inlet auf. 
Erste Luftaufnahmen entstanden 1940 bei der United States Antarctic Service Expedition (1939–1941). Der Falkland Islands Dependencies Survey nahm zwischen 1946 und 1948 Vermessungen vor. Auf einer chilenischen Landkarte aus dem Jahr 1947 ist er fälschlich als Landspitze unter dem Namen Punta Alberto Obrecht verzeichnet. Namensgeber ist Alberto Obrecht (1859–1924), Direktor des Observatorio Astronómico Nacional de Chile (Astronomisches Nationalobservatorium Chiles) und im Jahr 1906 Mitglied der Comisión Antarctica Chilena (Chilenischer Antarktisausschuss). Die chilenische Benennung wurde auf Veranlassung des UK Antarctic Place-Names Committee 1978 der eigentlichen Natur des Objekts angepasst.